# Port-Vendres
Port-Vendres település Franciaországban, Pyrénées-Orientales megyében. Lakosainak száma 3976 fő (2022. január 1.). Port-Vendres Banyuls-sur-Mer és Collioure községekkel határos.

## Népesség
A település népességének változása:
| Lakosok száma | 4214 | 4195 | 4261 | 4129 | 4073 | 4016 | 3995 | 3969 | 3976 |
|               | 2013 | 2015 | 2016 | 2017 | 2018 | 2019 | 2020 | 2021 | 2022 |